# Янкув (Каліський повіт)
Янкув (пол. Janków) — село в Польщі, у гміні Желязкув Каліського повіту Великопольського воєводства.
Населення — 287 осіб (2011).
У 1975-1998 роках село належало до Каліського воєводства.

## Демографія
Демографічна структура станом на 31 березня 2011 року:
|          | Загалом | Допрацездатний вік | Працездатний вік | Постпрацездатний вік |
| -------- | ------- | ------------------ | ---------------- | -------------------- |
| Чоловіки | 158     | 31                 | 110              | 17                   |
| Жінки    | 129     | 21                 | 65               | 43                   |
| Разом    | 287     | 52                 | 175              | 60                   |